# Mariano Fernández Cortés
Mariano Fernández Cortés (Las Rozas, 26 de agosto de 1865-Madrid, 16 de noviembre de 1933) fue un ingeniero agrónomo español.

## Biografía
De familia humilde, en 1883 terminó el bachillerato en el Instituto San Isidro de Madrid y estudió en ingeniería agrónoma en el Instituto Agrícola de Alfonso XII. Sucedió a José de Arce Jurado en la dirección de la Estación de Ensayo de Máquinas y fue inspector general del Cuerpo de Ingenieros Agrónomos. Fue profesor de cálculo integral, mecánica racional, mecánica aplicada y resistencia de materiales del mismo Instituto, donde en 1892 sería nombrado catedrático de cálculo infinitesimal.  Desde 1908 formó parte de la Escuela de Ingenieros Agrónomos.
Trabajó en el Instituto Geográfico y en el Catastro de Rústica y en las Comisiones de defensa de plagas del campo en Andalucía Oriental. De 1914 a 1921 dio conferencias en Valladolid sobre la mecanización del cultivo de la tierra. En 1927 fue nombrado asesor del Banco Hipotecario de España y en 1932 fue elegido académico de la Real Academia de Ciencias Exactas, Físicas y Naturales. Pronunció el año siguiente el discurso de ingreso Consideraciones sobre las máquinas agrícolas modernas.  Murió en Madrid al poco tiempo. 